# Oncocnemis wilsonensis
Oncocnemis wilsonensis là một loài bướm đêm trong họ Noctuidae.